# Ted Bosman
Ted Bosman es un deportista neerlandés que compitió en remo. Ganó una medalla de plata en el Campeonato Mundial de Remo de 1981, en la prueba de dos sin timonel.

## Palmarés internacional
| Campeonato Mundial | Campeonato Mundial | Campeonato Mundial | Campeonato Mundial |
| Año                | Lugar              | Medalla            | Prueba             |
| ------------------ | ------------------ | ------------------ | ------------------ |
| 1981               | Múnich (RFA)       | Medalla de plata   | Dos sin timonel    |